# Кочкома (приток Пажи)
Кочкома — река в России, протекает по Медвежьегорскому району Карелии.
Исток — Кочкомозеро на границе с Пудожским районом, в 8 км западнее посёлка Тамбичозеро. Устье реки находится в 6,2 км по левому берегу реки Пажи, в 10 км севернее посёлка Немино-3. Длина реки составляет 13 км.
Правый приток — Сухая Кочкома, вытекающий из Тервозера.

## Данные водного реестра
По данным государственного водного реестра России относится к Балтийскому бассейновому округу, водохозяйственный участок реки — Бассейн Онежского озера без рек Шуя, Суна, Водла и Вытегра, речной подбассейн реки — Свирь (включая реки бассейна Онежского озера). Относится к речному бассейну реки Нева (включая бассейны рек Онежского и Ладожского озера).
Код объекта в государственном водном реестре — 01040100612102000015884.